# 藤ひさし
藤 ひさし（ふじ ひさし、1940年11月19日 - ）は、日本の映像作家、美術コンテンツ・プロデューサー。東京西麻布生まれ。本名は遠藤 欽久（えんどう よしひさ、一般社団法人日本美術アカデミー理事）。

## 経歴
中央大学フランス文学科を卒業後、会社員を経て映像制作会社を設立。ルーブル、プラド、エルミタージュ等、海外の有名美術館と直接交渉し、主要な所蔵作品をハイビジョン映像にて撮影。『世界の美術館』（ビデオ全18巻。後にレーザーディスク、DVD版も）として1991年に発売。以後、DVDやテレビ番組など美術関連の映像制作物の脚本・プロデュース、美術関連書籍の執筆など幅広く活躍。（参考資料：書籍の著者紹介、作品の制作資料）

## 主なプロデュース作品

### 映像コンテンツ（ビデオ、レーザーディスク、DVD）
- 『印象派物語』（全2巻）2010年
- 『右脳をはぐくむ　こども世界名画の旅』（全2巻）2007年
- 『レオナルド・ダ・ヴィンチ　その謎を視る』（全1巻）2006年
- 『世界の美術館』（全18巻）1991年
- 『名曲美術館』（全16巻）1991年
- 『モーツァルトの風景』（全6巻）1990年
- 『NHK 名曲アルバム』（全24巻）1989年
- 『紙芝居倶楽部　甦る黄金バット』（全1巻）1987年
- 『NHK ルーヴル・人間讃歌』（全1巻）1987年
- 『NHK ルーヴル・美の源流』（全1巻）1987年
- 『VIDEO エルミタージュ』（全4巻）1987年
- 『ディスク聖書』（全1巻）1985年
- 『聖書の世界』（全1巻）1985年
- 『おもしろ漢字ミニ辞典』（全1巻）1985年

### テレビ番組
- 『世界の名画』（美術プロデューサー）BS朝日、2010年
- 『画家×画家 GAKA SQUARE』（美術プロデューサー）BS日テレ、2008年

## 著書
- 『ロートレックとミュシャ ～世紀末パリのダンディズム～』（監修：高草 茂）ランダムハウス講談社、2008年（ISBN 978-4270003114）
- 『フェルメールからの手紙 ～海賊たちのいるデルフトの風景～ 』（監修：高草 茂）ランダムハウス講談社、2007年（ISBN 978-4270002520）
- 『不思議がいっぱい レオナルド・ダ・ヴィンチのひみつ』（監修：高草 茂）ランダムハウス講談社、2007年（ISBN 978-4270001981）